# Powłocznica wierzbowa

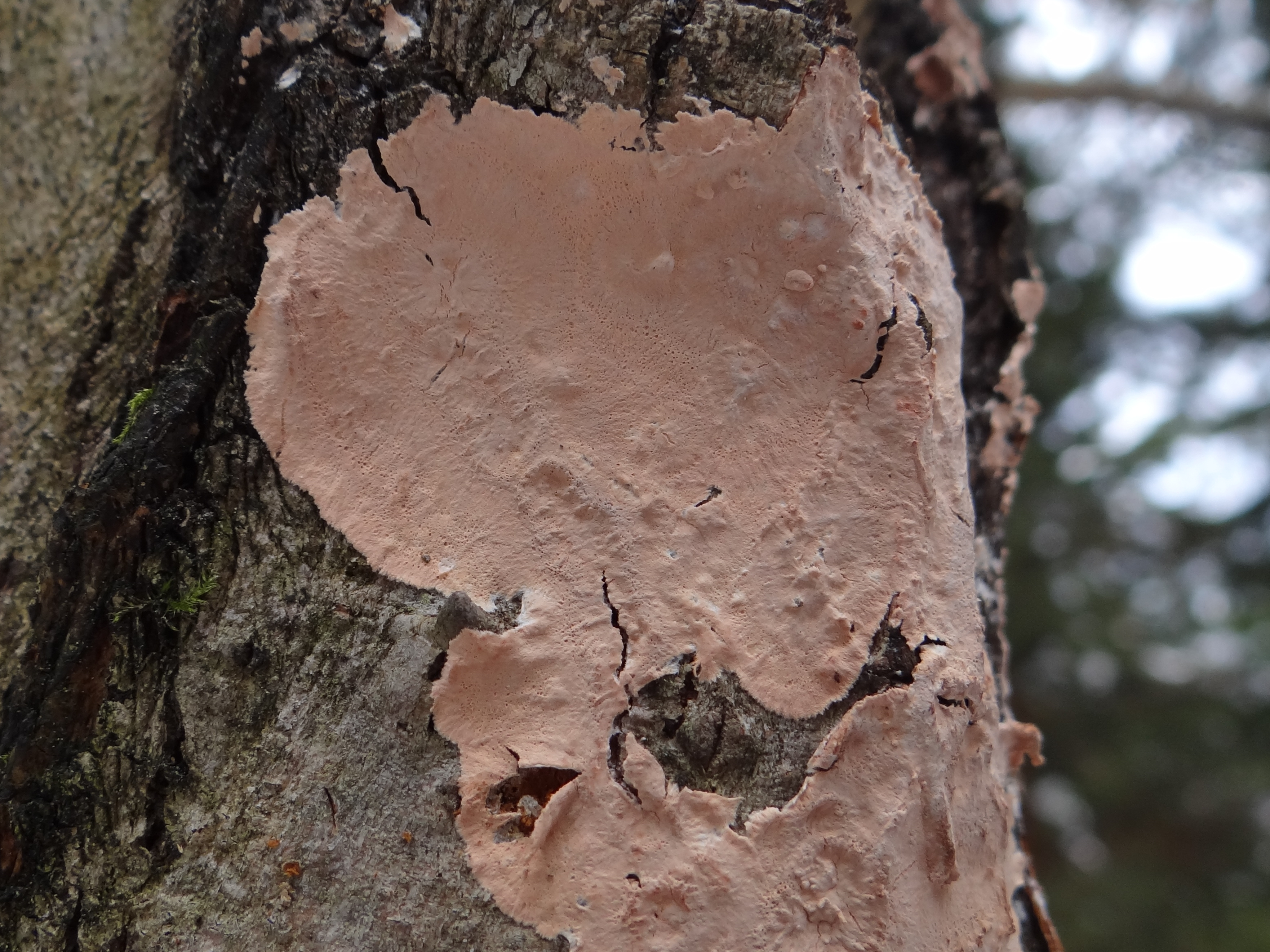

Powłocznica wierzbowa (Peniophora violaceolivida (Sommerf.) Massee) – gatunek grzybów należący do rodziny powłocznicowatych (Peniophoraceae).

## Systematyka i nazewnictwo
Pozycja w klasyfikacji według Index Fungorum: Peniophora, Peniophoraceae, Russulales, Incertae sedis, Agaricomycetes, Agaricomycotina, Basidiomycota, Fungi.
Po raz pierwszy takson ten zdiagnozował w 1826 roku Søren Christian Sommerfelt nadając mu nazwę Thelephora violaceolivida. Obecną, uznaną przez Index Fungorum nazwę nadał mu w 1890 roku George Edward Massee, przenosząc go do rodzaju Peniophora.
Niektóre synonimy naukowe:

- Corticium cinctulum Quél. 1883
- Corticium violaceolividum (Sommerf.) Fr. 1838
- Gloeopeniophora violaceolivida (Sommerf.) Y. Hayashi 1974
- Peniophora cinctula (Quél.) Bourdot & Galzin 1913
- Terana cinctula (Quél.) Kuntze1891
- Terana violaceolivida (Sommerf.) Kuntze 1891
- Thelephora violaceolivida Sommerf. 1826
- Xerocarpus violaceolividus (Sommerf.) P. Karst. 1881[2].

Polską nazwę podali Barbara Gumińska i Władysław Wojewoda w 1983 r. Henryk Orłoś w 1951 r. opisywał ten gatunek jako powłocznik fiołkowosiwy.

## Morfologia
Plecha cienka (grubość 0,05–0,2 mm), zazwyczaj dość gładka, ale na ogół bardziej lub mniej brodawkowata (zwłaszcza gdy rośnie na drewnie). Ma zaokrąglony kształt, ale wkrótce staje się nieregularnie rozpływająca się po powierzchni podłoża. Miąższ jędrny, zwłaszcza w stanie suchym. Kolor bardzo zmienny: podczas wilgotnej pogody ciemnoniebiesko-fiołkowy do niebiesko-czarnego, po wyschnięciu szaro-czerwony do różowo-czerwonego, prawie zawsze z wyraźnym odcieniem czerwieni (jest bardziej czerwony niż u powłocznicy popielatej). Stare okazy mają kolor czekoladowo-brązowy. Obrzeże plechy wyraźnie odgraniczone, często niezbyt zróżnicowane, ale równie często, wyraźne, białe i lekko pilśniowate, zwłaszcza gdy rośnie na przy wzroście na topoli osice.
Strzępki brązowe, gęsto upakowane, o pogrubionych ściankach. Gleocystydy zawsze występują. Są różnej wielkości i mają cienkościenne, nie inkrustowane ściany. Występują one zarówno w obłoczni, jak i w innych miejscach plechy. Cystydy podobne, jak u powłocznicy popielatej, stożkowe, na wierzchołkach inkrustowane. Mają rozmiar, 15–30 × 5–8 mikrometrów; Zarodniki cylindryczne, nieco wygięte, 7,5–8,5 × 2,5–3 μm. Wysyp zarodników czerwony.

## Występowanie i siedlisko
W Polsce jest dość częsty.
Saprotrof. Występuje w lasach i nad brzegami rzek. Rośnie na korze suchych oraz opadłych gałęzi i na mniejszych pniach drzew liściastych. Stwierdzono występowanie na wierzbach, szczególnie na wierzbie iwie i wierzbie śląskiej, na topoli osice i buku. Jest jednoroczny, rośnie od sierpnia do grudnia.